# Via fora els adormits

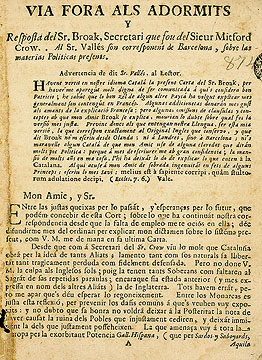
Via fora als adormits y resposta del Sr. Broak, secretari que, fou el Sieur Mitford Crow, al Sr. Vallés, son corresponent de Barcelona, sobre les mateixes politiques presents

Via fora els adormits fou un opuscle antiborbònic publicat a Barcelona el 1734, una crida a la defensa de les llibertats arrabassades el 1714 i a la reclamació dels territoris cedits a França per la Pau dels Pirineus, i reivindica la creació d'un domini català que amb utilitat de l'Europa pot reviure, o bé la creació d'una república lliure de Catalunya o una república o regne d'Aragó, aliada a una república galaico-portuguesa.
A més de la justificació de la necessitat de les constitucions catalanes, fa una denúncia de l'incompliment de les obligacions contretes pel Rei d'Anglaterra amb els catalans en el pacte de Gènova de 1705, de fer respectar les seves llibertats. Aquesta publicació, publicada 20 anys després de l'entrada a Barcelona de Felip V, posa de manifest la persistència de la consciència nacional catalana malgrat la manca d'institucions pròpies.
El text fou publicat en una traducció francesa contemporània i fou redescobert per Josep Narcís Roca i Farreras el 1859, qui el recuperarà per al catalanisme. El diari La Veu de Catalunya el va reeditar en català el 1898, i el 1974 la historiadora Eva Serra i Puig el va analitzar a la revista Serra d'Or.